# Melanésie

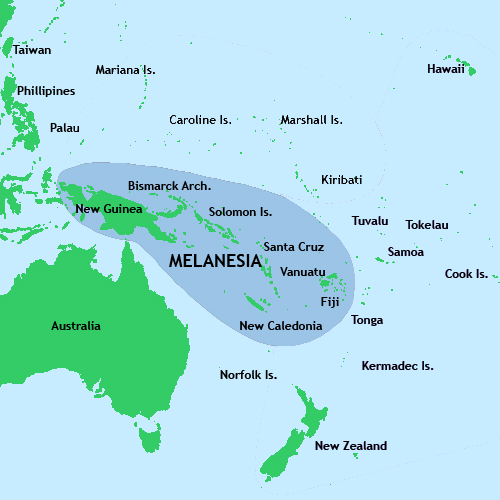
Mapa Melanésie

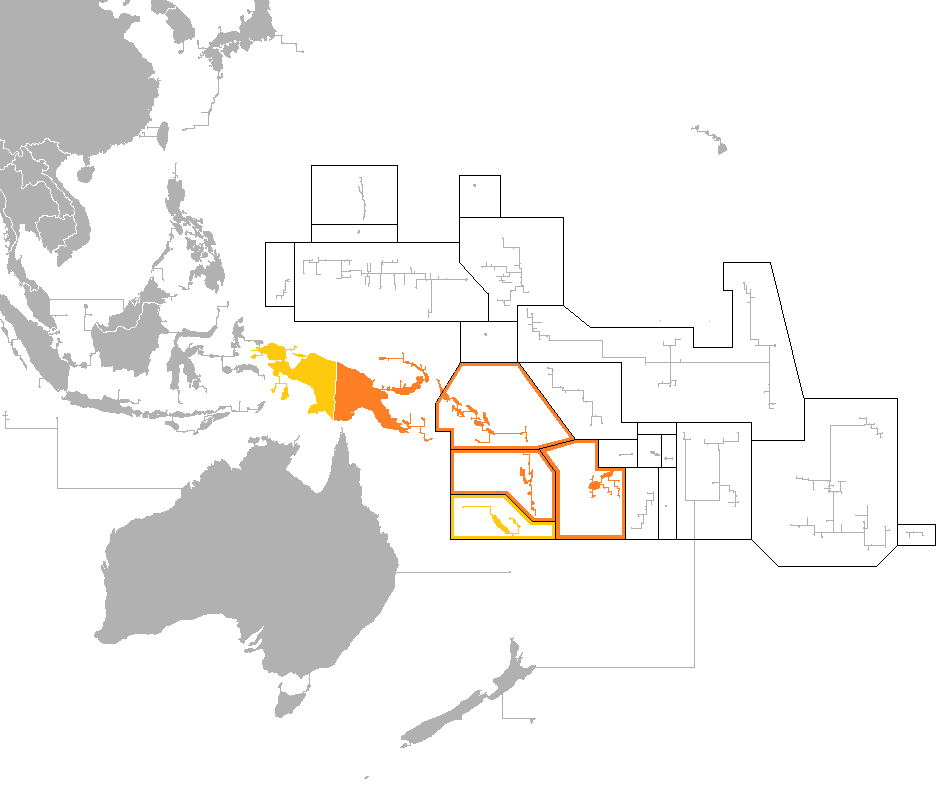

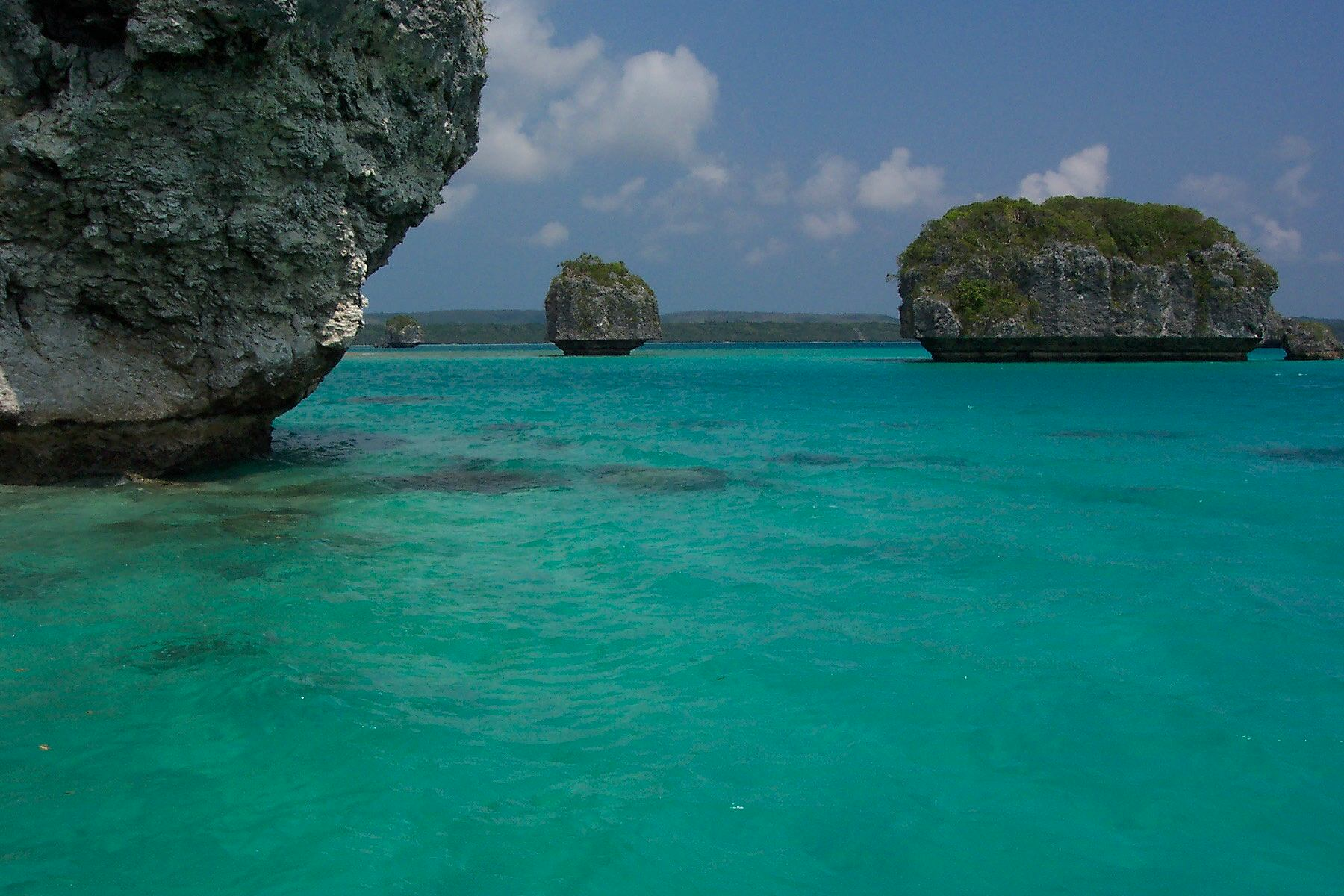
Jeden z ostrovů Nové Kaledonie

Melanésie (řecky: μέλας černý, νῆσος ostrov, tedy „Černé ostrovy“) je část Oceánie na jihozápadě Tichého oceánu, severně a severovýchodně od Austrálie. Pojem byl poprvé použit Jules Dumont d'Urvillem v roce 1832.
Součástí Melanésie jsou následující ostrovy a skupiny ostrovů:
- Bismarckovo souostroví
- Fidži
- Nová Kaledonie
- Nová Guinea
- Moluky
- Šalomounovo souostroví
- Ostrovy Torresova průlivu
- Vanuatu

Za součást Melanésie také bývají považovány:
- Flores
- Nauru
- Sumba
- Timor
- Tonga

I další ostrovy na západ Nové Guiney, jako například Halmahera, Alor a Pantar, se někdy považují za součást Melanésie.

## Další části Oceánie
- Polynésie
- Mikronésie